# 異相五角台塔丸塔柱
異相五角台塔丸塔柱（いそうごかくだいとうまるとうちゅう、Elongated pentagonal gyrocupolarotunda）は、41番目のジョンソンの立体で、正十角柱の底面に正五角台塔(J5)と正五角丸塔(J6)を、異相となる（正十角柱の5つの側面の2辺に正三角形が接する）ようにつけた形である。

## 関連図形
| 正五角台塔柱 （丸塔を取り除く）           | 正五角丸塔柱 （台塔を取り除く）                             | 異相五角台塔丸塔 （角柱を取り除く）                         | 同相五角台塔丸塔柱 （片側を36°回す） |
| 五角台塔丸塔反柱 （角柱を反角柱に変える） | 異相双五角台塔柱 （同相にならないように丸塔を台塔に変える） | 異相双五角丸塔柱 （同相にならないように台塔を丸塔に変える） |                                      |